# Liste der Bodendenkmäler in Hendungen
Auf dieser Seite sind die Bodendenkmäler in der unterfränkischen Gemeinde Hendungen zusammengestellt. Diese Tabelle ist eine Teilliste der Liste der Bodendenkmäler in Bayern. Grundlage ist die Bayerische Denkmalliste, die auf Basis des Bayerischen Denkmalschutzgesetzes vom 1. Oktober 1973 erstmals erstellt wurde und seither durch das Bayerische Landesamt für Denkmalpflege geführt wird. Die folgenden Angaben ersetzen nicht die rechtsverbindliche Auskunft der Denkmalschutzbehörde.

## Bodendenkmäler in Hendungen
| Lage       | Objekt                                                                                      | Akten-Nr.     | Bild |
| ---------- | ------------------------------------------------------------------------------------------- | ------------- | ---- |
| (Standort) | Siedlung der Linearbandkeramik.                                                             | D-6-5528-0001 |      |
| (Standort) | Siedlung der Linearbandkeramik.                                                             | D-6-5528-0002 |      |
| (Standort) | Siedlung des Endneolithikums und der Hallstattzeit.                                         | D-6-5528-0012 |      |
| (Standort) | Siedlung des Mittelneolithikums.                                                            | D-6-5628-0031 |      |
| (Standort) | Mittelalterliche Wüstung „Oberdorf“.                                                        | D-6-5628-0032 |      |
| (Standort) | Befestigungsanlage des frühen Mittelalters.                                                 | D-6-5628-0033 |      |
| (Standort) | Bestattungsplatz vorgeschichtlicher Zeitstellung mit Brandgräbern.                          | D-6-5628-0034 |      |
| (Standort) | Mittelalterlicher Turmhügel.                                                                | D-6-5628-0035 |      |
| (Standort) | Mittelalterliche Wüstung „Uttenhausen“.                                                     | D-6-5628-0036 |      |
| (Standort) | Siedlung der Linearbandkeramik.                                                             | D-6-5628-0077 |      |
| (Standort) | Siedlung der Linearbandkeramik.                                                             | D-6-5628-0087 |      |
| (Standort) | Siedlung der Linearbandkeramik und Bestattungsplatz der Hallstattzeit.                      | D-6-5628-0088 |      |
| (Standort) | Siedlung der Hallstatt- und älteren Latènezeit sowie der jüngeren Latènezeit.               | D-6-5628-0091 |      |
| (Standort) | Archäologische Befunde des Mittelalters und der frühen Neuzeit, darunter Fundamente         | D-6-5628-0101 |      |
| (Standort) | Archäologische Befunde des Mittelalters und der frühen Neuzeit                              | D-6-5628-0123 |      |
| (Standort) | Archäologische Befunde des Mittelalters und der frühen Neuzeit im Bereich der Kath. Kirche  | D-6-5628-0124 |      |
| (Standort) | Archäologische Befunde des Mittelalters und der frühen Neuzeit im Bereich der Evang. Kirche | D-6-5628-0128 |      |
| (Standort) | Bestattungsplatz der römischen Kaiserzeit.                                                  | D-6-5628-0173 |      |